# Copa del Atlántico (Canarias)
La Copa del Atlántico es un torneo internacional de selecciones de fútbol sub-19. Se disputa en la isla de Gran Canaria (Islas Canarias) España, desde el año 1964, y ya han tenido lugar 46 ediciones de manera oficial con el nombre actual, y dos ediciones anteriores no oficiales.

## Formato
El torneo enfrenta a equipos juveniles en la modalidad de todos contra todos, alternando el número de participantes, aunque en la mayoría de ediciones han sido 4. Son participantes habituales en los últimos años las selecciones de Canarias, y la de España, además de dos selecciones rivales correspondientes a selecciones del resto del mundo. Están presentes las principales canteras juveniles de las ligas de fútbol europeas.
La Selección de fútbol de Canarias, a pesar de ser la única participante posterior a 1989, no está reconocida por la FIFA Canarias no es un Estado soberano. Sin embargo, ha obtenido resultados impresionantes y se ha impuesto a selecciones de talla de Francia, Alemania, España, etc., en las que se encontraban jugadores que después triunfaron con sus selecciones absolutas o incluso fueron campeones del mundo. Esto evidencia la calidad existente en el fútbol canario, y por lo tanto, en una hipotética Selección Canaria en competiciones de categoría absoluta.
La Copa se celebra en diversas sedes de la isla de Gran Canaria, como los siguientes estadios de fútbol:
- Estadio Alfonso Silva, en Las Palmas de Gran Canaria. De césped artificial. Suele celebrarse la segunda y última jornada, así como la entrega de trofeos.
- Estadio Municipal de Maspalomas, en Maspalomas, municipio de San Bartolomé de Tirajana. De césped natural. Suele celebrarse la jornada inaugural.

La Copa del Atlántico ha alcanzado una gran proyección internacional y está incorporada en el calendario de los clubes europeos para la búsqueda de nuevos talentos en categorías juveniles, con presencia de representantes, directores y ojeadores de ligas como la Premier League, la Liga Santander, etc.

## Historia

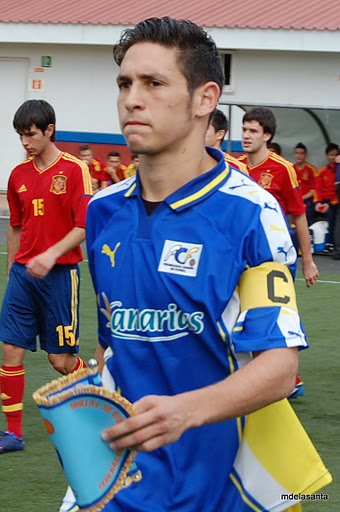
Imagen del partido disputado entre Canarias y España.

En 1962, la Unión Deportiva Las Palmas ganó el Campeonato Juvenil de Clubes de España, acto por el que se decide organizar un torneo de esta categoría en la ciudad de Las Palmas. En estas dos primeras ediciones "no oficiales", ya como "Selección de Las Palmas", se enfrentaron a una Selección de Lisboa en 1962 y a Inglaterra en 1963, y el conjunto local venció en ambas citas.
Ya en 1964, la Federación Canaria de Fútbol, a través de su presidente Jesús Gómez Rodríguez, tomó las riendas del torneo y lo convirtió en la actual Copa del Atlántico. En las siguientes ediciones, hasta 1979, la "Selección de Las Palmas" actuaba como combinado de jugadores canarios bajo la supervisión de la Federación Canaria de Fútbol. Sin embargo, no se le permitían disputar partidos como Selección de Canarias.
Tras un paréntesis en el que no se disputó la Copa, volvió a disputarse en el año 1989, con la ausencia significativa de la selección local. Durante este tiempo hasta 1992, la selección de España fue la anfitriona y se mantuvo el formato y la localización como hasta antes del parón.
En 1993, ya oficialmente como Selección de Canarias, el combinado anfitrión volvió al torneo. Desde entonces, compitió contra la selección de España, y una o dos selecciones más, según la edición. En 2006, Canarias volvió a ganar el torneo después de conseguir 7 puntos en la clasificación, contra los 6 puntos obtenidos por España, a la que derrotó por 1-0.
En el año 2009, el torneo se convierte en un triangular, en el que el equipo más regular se alza con la copa, a diferencia de los sistemas anteriores, que durante una época fueron en formato "liguilla" (todos contra todos y por puntos) o bien en formato eliminatoria (2 semifinales decididas por sorteo, tercer y cuarto puesto para los eliminados, y final para los ganadores).
En el año 2013, vuelven a ser cuatro los equipos participantes. Jugaron "todos contra todos" en días distintos, y con sistema de puntos. En esta edición, surgió una polémica con respecto al arbitraje en el partido Canarias-España, ya que el árbitro fue parcial a favor de la selección de España, pues amonestó en repetidas ocasiones a jugadores de Canarias y pitó un penalti bastante dudoso a favor de "La Roja" que decantó el partido, a pesar del dominio de la selección canaria, y además, con la polémica añadida de que el autor del tanto fue el canario Sandro.

## Palmarés
| Año Edición     | Campeón          | Subcampeón       | Tercer lugar      | Cuarto lugar    |
| --------------- | ---------------- | ---------------- | ----------------- | --------------- |
| 1962 no oficial | Canarias *       | Lisboa           | —                 | —               |
| 1963 no oficial | Canarias *       | Inglaterra       | —                 | —               |
| 1964 I          | Las Palmas       | Suecia           | Tenerife          | —               |
| 1965            | No se disputó    | No se disputó    | No se disputó     | No se disputó   |
| 1966 II         | Italia           | Canarias *       | Madeira           | —               |
| 1967 III        | Alemania Federal | Castilla         | Tenerife          | Las Palmas      |
| 1968 IV         | Francia          | Tenerife         | Las Palmas        | Cataluña        |
| 1969            | No se disputó    | No se disputó    | No se disputó     | No se disputó   |
| 1970 V          | Francia          | Canarias *       | Alemania Federal  | —               |
| 1971 VI         | Alemania Federal | Países Bajos     | Francia           | Canarias *      |
| 1972 VII        | Países Bajos     | España           | Francia           | Austria         |
| 1973 VIII       | Canarias *       | Alemania Federal | Escocia           | Países Bajos    |
| 1974 IX         | Yugoslavia       | Francia          | Escocia           | Canarias *      |
| 1975 X          | Inglaterra       | Canarias *       | Alemania Federal  | Polonia *       |
| 1976 XI         | Bulgaria         | Bélgica          | Canarias *        | Finlandia       |
| 1977 XII        | Canarias *       | Inglaterra       | Hungría           | Uruguay         |
| 1978 XIII       | Inglaterra       | Unión Soviética  | Canarias *        | —               |
| 1979 XIV        | Escocia          | Alemania Federal | Suecia            | Canarias *      |
| 1980-1988       | No se disputó    | No se disputó    | No se disputó     | No se disputó   |
| 1989 XV         | España           | Finlandia        | Noruega           | Dinamarca       |
| 1990 XVI        | Brasil           | Alemania Federal | Francia           | España          |
| 1991 XVII       | España           | Alemania         | Portugal          | Suecia          |
| 1992 XVIII      | España           | Portugal         | Alemania          | Italia          |
| 1993 XIX        | Países Bajos     | España           | Canarias          | Dinamarca       |
| 1994 XX         | España           | Países Bajos     | Canarias          | Alemania        |
| 1995 XXI        | España           | Portugal         | Alemania          | Canarias        |
| 1996 XXII       | Francia          | España           | Canarias          | Dinamarca       |
| 1997 XXIII      | España           | Canarias         | Francia           | Bélgica         |
| 1998 XXIV       | Portugal         | Dinamarca        | Canarias          | España          |
| 1999 XXV        | España           | Alemania         | Canarias          | Portugal        |
| 2000 XXVI       | Yugoslavia       | Canarias         | España            | —               |
| 2001 XXVII      | España           | Alemania         | Canarias          | Dinamarca       |
| 2002 XXVIII     | España           | Francia          | Dinamarca         | Canarias        |
| 2003 XXIX       | España           | Eslovaquia       | Gabón             | Canarias        |
| 2004 XXX        | España           | Italia           | Canarias          | Irlanda         |
| 2005 XXXI       | República Checa  | España           | Canarias          | Grecia          |
| 2006 XXXII      | Canarias         | España           | Irlanda del Norte | Austria         |
| 2007 XXXIII     | España           | Canarias         | Dinamarca         | República Checa |
| 2008 XXXIV      | España           | Canarias         | Francia           | Ucrania         |
| 2009 XXXV       | España           | Canarias         | Alemania          | —               |
| 2010 XXXVI      | España           | Francia          | Canarias          | —               |
| 2011 XXXVII     | España           | Canarias         | México            | —               |
| 2012 XXXVIII    | España           | Rusia            | Canarias          | —               |
| 2013 XXXIX      | España           | México           | Portugal          | Canarias        |
| 2014 XL         | Argentina        | España           | Canarias          | Estados Unidos  |
| 2015 XLI        | España           | Canarias         | Portugal          | Costa Rica      |
| 2016 XLII       | Francia          | España           | Canarias          | Estados Unidos  |
| 2017 XLIII      | Japón            | España           | Bélgica           | Canarias        |
| 2018 XLIV       | España           | Japón            | República Checa   | Canarias        |
| 2019 XLV        | España           | Japón            | Serbia            | Canarias        |
| 2020 XLVI       | España           | Japón            | Eslovaquia        | México          |

* Hasta 1979, Canarias disputaba sus encuentros como "Selección de Las Palmas" a pesar de estar bajo el auspicio de la Federación Canaria de Fútbol y contar con algunos jugadores de otras islas, por lo que se le atribuyen dichas victorias a Canarias, excepto en las que se presentaron por separado los combinados de Las Palmas y Tenerife.

## Premios y distinciones
| Año Edición  | Máximo goleador  | Mejor jugador                    | Trofeo Juego Limpio |
| ------------ | ---------------- | -------------------------------- | ------------------- |
| 2009 XXXV    | Thiago Alcántara | Sergio Canales                   | Canarias            |
| 2010 XXXVI   | Álvaro Morata    | Omar Mascarell                   | España              |
| 2011 XXXVII  | Paco Alcácer     | Armando Cipriano Zamorano Flores | Canarias            |
| 2012 XXXVIII | Andrey Panyukov  | Oliver Torres                    | España              |
| 2013 XXXIX   | Sandro Ramírez   | Fran Núñez                       | España              |
| 2014 XL      | Curro Sánchez    | Mukwelle Akale                   | Estados Unidos      |
| 2015 XLI     | Rafael Mujica    | Aleix García Serrano             | España              |
| 2016 XLII    | Maxime Pélican   | Timothé Cognat                   | Francia             |
| 2017 XLII    | Kenta Hori       | Riku Tanaka                      | Canarias            |
| 2018 XLIV    | Pedro Ruiz       | Riku Iijima                      | España              |
| 2019 XLV     | Sergio Camello   | Rihito Yamamoto                  | España              |
| 2020 XLVI    | Nico Williams    | Hikaru Naruoka                   | Japón               |

## Títulos por país
| Año Selección   | Títulos | Subtítulos |
| --------------- | ------- | ---------- |
| España          | 22      | 8          |
| Canarias        | 5       | 10         |
| Francia         | 4       | 3          |
| Alemania        | 2       | 6          |
| Inglaterra      | 2       | 2          |
| Países Bajos    | 2       | 2          |
| Yugoslavia      | 2       | 0          |
| Japón           | 1       | 3          |
| Portugal        | 1       | 2          |
| Italia          | 1       | 1          |
| Las Palmas      | 1       | 0          |
| Bulgaria        | 1       | 0          |
| Escocia         | 1       | 0          |
| Brasil          | 1       | 0          |
| República Checa | 1       | 0          |
| Argentina       | 1       | 0          |